# Bundesstraße 4f
Die Bundesstraße 4f ist eine geplante Verbindungsstraße von einer neuen Anschlussstelle an der Bundesautobahn 3 zum Nürnberger Flughafen.

## Geplanter Verlauf
Die Strecke beginnt 250 Meter südlich des Flughafenrondells und wird über einen Kreisverkehr an die bestehende Flughafenstraße angeschlossen. Nach dem Kreisverkehr sinkt die Strecke ab und geht südlich des Bucher Landgrabens in einen Tunnel über. Sowohl die Cargo Center 1 und 2 als auch das gesamte Flughafengelände werden durch diesen Tunnel mit einer geplanten Länge von 1180 Metern unterquert. Anschließend kommt die Strecke wieder an die Oberfläche, führt durch den Sebalder Reichswald und bindet schließlich mit einer linksliegenden Trompete mit dem dazugehörigen Überführungsbauwerk an die Autobahn A3 an.

## Hintergrund
Der Flughafen Nürnberg lag 2024 mit einem Fluggastaufkommen von rund 4 Millionen Passagieren an neunter Stelle in der Rangliste der internationalen deutschen Flughäfen. Nach Auffassung des Freistaats Bayern und der Stadt Nürnberg ist der Flughafen allerdings straßenverkehrlich unzureichend erschlossen, die Zufahrtsstraßen führen mitunter durch Wohngebiete und verfügten nicht über ausreichende Kapazitäten. Im Rahmen eines Raumordnungsverfahrens wurden die Varianten „Tunnel Ost direkt“ „Tunnel Ost indirekt“ positiv landesplanerisch beurteilt. Der Antragsteller – das Straßenbauamt Nürnberg – musste sich jetzt entscheiden, für welche der beiden Varianten ein Planfeststellungsverfahren eingeleitet werden soll, was sich für die Variante „Tunnel Ost indirekt“ entschied.
Gegen den Bau richtet sich eine Bürgerinitiative, das „Bündnis Nein zur Flughafen-Nordanbindung“. Diese Bürgerinitiative stellt den Bedarf an dieser Straße in Frage und argumentiert mit den Auswirkungen auf die Umwelt.
Aufgrund von notwendigen Sanierungsmaßnahmen des Flugfeldes, das mit PFC belastet ist, steht eine Fortsetzung des Vorhabens in Frage. Die Stadt Nürnberg unterstützt das Vorhaben nicht mehr.

## Zeitablauf
- Einleitung des Planfeststellungsverfahrens: September 2007
- Zweite öffentliche Erörterung: Juni 2010
- Rückstufung der Dringlichkeit auf „Weitere wichtige Vorhaben“ mit Ziel Projektbeginn nach 2015
- Planfeststellung mit Auflagen: Februar 2012[6]
- Absage des Stadtrates aufgrund von Bedenken: Juni 2019[5]
- faktischer Baubeginn: bisher nicht erfolgt
- mögliche Fertigstellung: nicht absehbar